# Joanis Maquiesse
Joanis-Samuel Maquiesse (* 7. August 2003) ist ein französischer Basketballspieler.

## Laufbahn
Maquiesse spielte in seinem Heimatland für den FC Mulhouse Basket und wurde 2017 mit der Jugend von Mulhouse Pfastatt Basket Association französischer U15-Meister. Zu seinen Mannschaftskameraden gehörte dabei Kymany Houinsou.
2018 wechselte Maquiesse zum BC Boncourt in die Schweiz. 2019 schloss er sich Fribourg Olympic an, spielte erst in der U23, dann ab der Saison 2020/21 auch in der Profimannschaft. Union Neuchâtel Basket wurde 2022 Maquiesses dritter Verein in der Schweiz.